# 모토하치오지촌
모토하치오지촌(元八王子村)은 도쿄도 미나미타마군에 설치되었던 촌이다.